# 선형 교류발전기
선형 교류발전기는 본질적으로 발전기로서 사용되는 직선형 전동기이다.
이 발전기는 교류 발전기의 유형이다. 이 장치는 종종 물리적으로 동일하다. 주요 차이점은 사용하는 방법이고 에너지가 흐르는 방향이다. 전동기가 전기 에너지를 기계 에너지로 변환하는 반면, 교류발전기는 기계 에너지를 전기 에너지로 변환한다. 대부분의 전동기와 발전기 처럼, 선형 교류발전기는 전자기 유도의 원리로 작동한다.

## 이론
자석이 전자기 코일로 이동할때, 이것은 코일을 통과하는 자속을 변경하고 이에 따라 작업을 수행하는데 사용할 수 있는 전류의 흐름을 유도한다.
선형 교류발전기는 가장 일반적으로 직접 전기 에너지로 왕복 이동하는 것으로 변환하기 위해 사용된다.